# 静岡県道360号渡ヶ島横山線

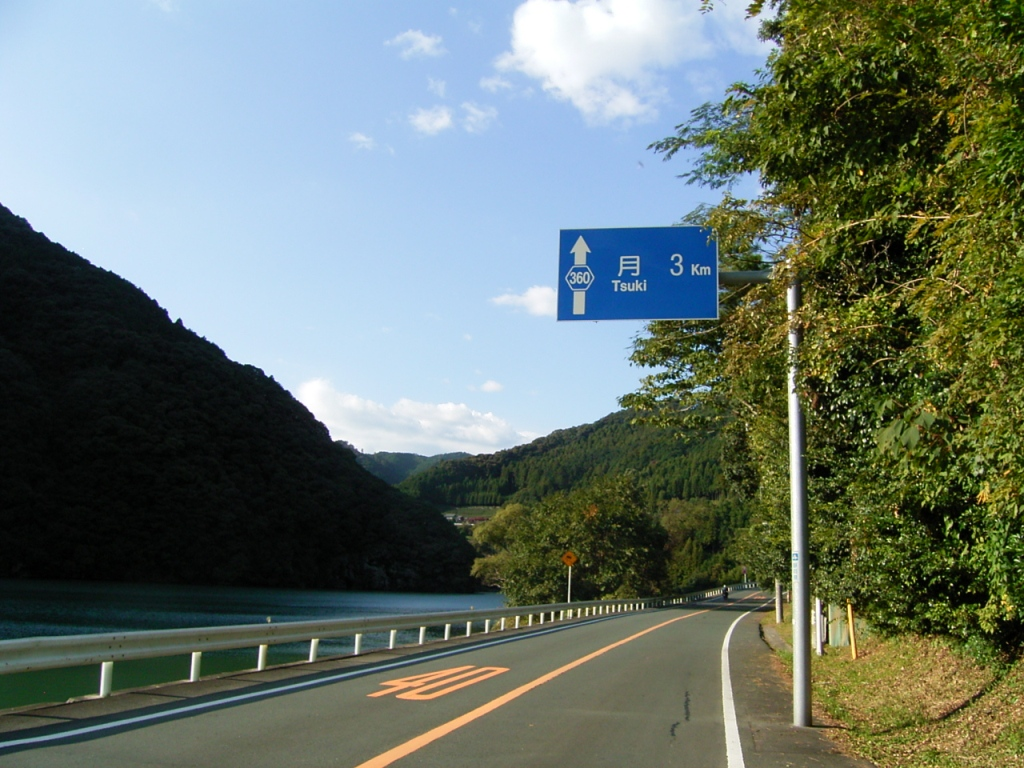
「月 3km」の表示(2005/10)

静岡県道360号渡ヶ島横山線（しずおかけんどう360ごう わたがしまよこやません）は、静岡県浜松市天竜区を通る道路（県道）である。

## 概要

### 路線データ
- 陸上距離：10.8km
- 起点：静岡県浜松市天竜区渡ヶ島（静岡県道297号両島二俣線交点）
- 終点：静岡県浜松市天竜区横山町（静岡県道295号横山熊線交点）

## 重複区間
- 国道152号・国道473号（2国道重複：浜松市天竜区船明・船明ダム東交差点 - 浜松市天竜区船明）

## 通過する自治体
- 静岡県
  - 浜松市（天竜区）

## 主な接続路線
- 静岡県道297号両島二俣線（浜松市天竜区渡ケ島・塩見渡橋交差点：丁字交差）
- 国道152号・国道473号（浜松市天竜区船明・船明ダム東交差点 - 浜松市天竜区船明・伊砂入口バス停付近で重複）
- 静岡県道295号横山熊線（浜松市天竜区横山町：丁字交差）

## 沿線
- 天竜川
- 船明ダム
- 天竜ボート場月艇庫
- 横山郵便局
- 浜松市立横山小学校